# Churinga beema
Churinga beema is een vlinder uit de familie van de spinneruilen (Erebidae). De wetenschappelijke naam van deze soort is voor het eerst voorgesteld als Lithosia beema door Frederic Moore in een publicatie uit 1866.
De soort komt voor in India (West-Bengalen, Sikkim).